# 元融
元 融（げん ゆう、481年 - 526年）は、北魏の皇族。字は永興。

## 経歴
章武王元彬の長男として生まれた。492年（太和16年）、秘書郎に任じられた。景明年間、章武郡王の爵位を嗣ぎ、驍騎将軍の位を受けた。
506年（正始3年）、南朝梁の軍が北魏の淮陽に迫り、梁城を陥落させると、元融は仮節・征虜将軍の位を受け、叔父の中山王元英の下で別将として南征し、梁城を奪還した。揚州刺史元嵩が寿春で殺害されると、元融が行揚州事をつとめた。まもなく洛陽に帰って仮節・征虜将軍・并州刺史に任じられた。
515年（延昌3年）、宣武帝が死去すると、司空を兼ねた。宗正卿に任じられ、本官のまま行瀛州事を命じられたが、病を理由に赴任しなかった。しばらくして散騎常侍・平東将軍・青州刺史に任じられた。召還されて秘書監となった。中護軍に転じ、撫軍将軍の位を受け、河南尹を兼ねた。中護軍のまま征東将軍の位を加えられた。523年（正光4年）、収奪をほしいままにしたとして、御史中尉による弾劾を受け、官爵を削られた。524年（正光5年）、汾州・夏州の山胡が反乱を起こすと、元融は章武郡王の爵位をもどされ、征東将軍・持節・都督に任じられて反乱を討った。元融は山胡と戦って敗れた。後に散騎常侍・衛将軍・左光禄大夫の位を加えられた。
526年（孝昌2年）、鮮于修礼が瀛州・定州で反乱を起こし、長孫稚らがこれを討ったが、敗北した。元融は車騎将軍の位を受け、左軍都督として先鋒をつとめ、広陽王元淵らとともに鮮于修礼を討った。北魏軍が交津を渡ると、葛栄が元洪業を殺して自立した。葛栄は白牛邏に進軍し、軽騎を率いて元融を攻撃した。元融は終日苦戦し、外援もなく、敗れて戦死した。享年は46。侍中・都督雍華岐三州諸軍事・車騎大将軍・司空・雍州刺史の位を追贈された。まもなく司徒の位を加えられた。諡は武荘といった。

## 妻子

### 妻妾
- 穆氏（? - 509年）
- 盧貴蘭（493年 - 546年、盧延集の娘）
- 程氏

### 子
- 元景哲（章武王、東魏の武定年間に開府儀同三司、北斉が建国されると爵位を降格された）
- 元朗（後廃帝、安定王、字は仲哲）
- 元叔哲（員外散騎侍郎、征虜将軍・中散大夫）
- 元季哲（秘書郎中、征虜将軍・中散大夫）

## 伝記資料
- 『魏書』巻19下 列伝第7下
- 『北史』巻18 列伝第6
- 使持節侍中司徒公都督雍華岐三州諸軍事車騎大将軍雍州刺史章武武荘王墓誌銘（元融墓誌）
- 魏章武王妃穆氏墓誌銘（元融妃穆氏墓誌）
- 魏故使持節侍中司徒公都督雍華岐揚青五州諸軍事車騎大将軍雍州刺史章武王妃盧氏墓誌銘（盧貴蘭墓誌）